# Luis de Carvajal y de la Cueva
Luis de Carvajal y de la Cueva (* um 1540 in Mogadouro, Portugal; † 1591 in Mexiko-Stadt) war ein spanischer Konquistador portugiesischer Herkunft, der die Besiedlung von Nuevo León leitete und als erster Gouverneur dieser Provinz amtierte.

## Leben

### Herkunft und Jugend
Carvajal entstammte einer Familie portugiesischer Juden. Seine Eltern Gaspar de Carvajal und Francisca de León waren zum christlichen Glauben übergetreten. Seine Eltern nahmen ihn ins benachbarte Spanien, wo er die spanische Sprache erlernte.

### In Europa
Für die portugiesische Krone ging er für drei Jahre auf die Kapverdischen Inseln und arbeitete dort für die Finanzverwaltung und als Buchhalter im dortigen Sklavenhandel. Anschließend ließ er sich im spanischen Sevilla als Wein- und Getreidehändler nieder und knüpfte Kontakte zu Geschäftsleuten, die im Amerikahandel tätig waren. Er heiratete 1565 Guiomar de Ribera, die Tochter eines portugiesischen Sklavenhändlers.

### Erster Mexikoaufenthalt
Ein verlustbringendes Getreidegeschäft veranlasste ihn 1567 selbst in die Neue Welt zu reisen, um seine Verluste auszugleichen. Er segelte im Range eines Admirals auf seinem eigenen Schiff in der spanischen Flotte.
Man ernannte ihn zum Alcalde (Bürgermeister) von Tampico. Er errichtete in Pánuco eine Hacienda zur Rinderzucht.
Im Herbst 1568 nahm er eine Gruppe englischer Schiffbrüchiger fest, die nach einem Seegefecht mit den Spaniern vor Veracruz an der Küste von Tamaulipas gelandet waren. Daraufhin entsandte ihm Vizekönig Martín Enríquez de Almansa einen Trupp spanischer Soldaten und beauftragte ihn, eine Straße zwischen Pánuco und den Bergwerken von Mazapil einzurichten und zu sichern. Die Gegend wurde zu jener Zeit von Indianern unsicher gemacht, die ihr Rückzugsgebiet nördlich des Río Grande hatten; im Zuge von Strafexpeditionen waren Carvajal und seine Soldaten wohl die ersten Spanier, die Fuß ins heutige Texas setzten.
1578 rief der Vizekönig Carvajal nach Mexiko-Stadt. Ihm wurde vorgeworfen, systematisch Indianer zu fangen und zu versklaven. Zeugen sagten zu seinen Gunsten aus, dennoch reiste Carvajal zügig zurück nach Europa.

### Pläne für die Erschließung Nordmexikos
Bereits im März 1579 schlug er dem Indienrat einen Plan vor, die Küste entlang dem Golf von Mexiko von Tampico nordwärts auszubauen und das Hinterland mit seinen vermuteten reichen Silbervorkommen zu erschließen. Es gelang ihm, den Rat und König Philipp II. zu überzeugen, so dass er – ohne vorherige Konsultation mit dem Vizekönig – das Mandat erhielt, als Gouverneur und Generalkapitän das „Neue Königreich von León“ (spanisch: Nuevo Reino de León) zu erschließen und zu befrieden.
Carvajal kaufte ein Schiff und gewann rund hundert Familien, die als Siedler in die Neue Welt gehen wollten. Die meisten entstammten seiner Verwandtschaft oder der seiner Frau. Im Juni 1580 segelte er nach Mexiko mit derselben Flotte, die auch den neuen Vizekönig Lorenzo Suárez de Mendoza nach Amerika brachte.

### Erschließung von Nuevo León
Ab 1581 zog Carvajal von Tampico aus nordwestwärts.  Die Siedler gründeten Ciudad de León, das heutige Ciudad Cerralvo sowie San Luis an der Stelle, wo sich heute Monterrey befindet und Almadén (heute Monclova). Als Leutnant diente in seiner Mannschaft Diego de Montemayor, der ihm im Amt des Gouverneurs folgen sollte.
Problematisch war, dass die geografische Beschreibung von Carvajals Hoheitsgebiet ungenau war und mit den örtlichen Gegebenheiten nicht übereinstimmte. Daher überschnitten sich Gebiete, auf die er Anspruch erhob, mit denen anderer Provinzen, vor allem Nueva Vizcaya. Deren Vertreter erhoben Klage bei der Real Audiencia von Mexico; dort warf man ihm auch fortgesetzten Sklavenhandel mit gefangenen Indianern vor.

### Anklage und Tod
Der Vorwurf des Sklavenhandels ließ sich nicht beweisen, doch weit schwerer wogen die Vorwürfe, unter Carvajals Siedlern würde heimlich weiterhin jüdischer Ritus praktiziert (Judaizantes). Die gesamte Familie wurde der Inquisition überstellt. Während Luis de Carvajal alle Fehler widerrief und vergleichsweise milde zu sechs Jahren Exil verurteilt wurde, starben seine Schwester Francisca Nuñez de Carvajal und sein Neffe Luis de Carvajal (el Mozo) auf dem Scheiterhaufen.
Luis de Carvajal y de la Cueva starb 1591 im Gefängnis von Mexiko-Stadt, als er auf seine Verbannung wartete.